# Syrian Petroleum Company
La Syrian Petroleum Company est une compagnie pétrolière nationale syrienne, créée en 1974. 

## Filiales
La Syrian Petroleum Company détient une participation de 50 % du principal producteur de pétrole en Syrie : la Al-Furat Petroleum Company, les autres actionnaires étant la Royal Dutch Shell et Pétro-Canada.
Ses autres filiales sont :
- Amrit Petroleum Company (50 %)
- Awda Petroleum Company (50 %)
- Dujla Petroleum Company (50 %)
- Hayyan (50 %)
- Kawkab Oil Company [KOC] (50 %)
- Deir Ezzor Petroleum Company (50 %)